# Константинешть
Константинешть (рум. Constantinești, Константиновка) — село в Кантемирском районе Молдавии. Наряду с селом Готешть входит в состав коммуны Готешть.

## География
Село расположено на высоте 32 метров над уровнем моря.

## Население
По данным переписи населения 2004 года, в селе Константинешть проживает 434 человека (208 мужчин, 226 женщин).
Этнический состав села:
| Национальность | Число жителей | Процентный состав |
| -------------- | ------------- | ----------------- |
| молдаване      | 426           | 98.16             |
| болгары        | 4             | 0.92              |
| украинцы       | 1             | 0.23              |
| русские        | 1             | 0.23              |
| румыны         | 1             | 0.23              |
| прочие         | 1             | 0.23              |
| Всего          | 434           | 100%              |